# Chu Š’
Chu Š’ (17. prosince 1891, Šanghaj — 24. února 1962, Nová Tchaj-pej) byl čínský politik, diplomat, filozof a spisovatel. Byl šiřitelem liberalismu a pragmatismu v Číně. Na začátku 20. let prosadil v Číně užívání hovorové čínštiny (paj-chua) v psaném projevu.

## Život
Již v mládí se naučil anglicky a roku 1910 odešel studovat do Spojených států. Vystudoval filozofii na Cornellově (1914) a Kolumbijské univerzitě (1917), kde byl žákem slavného pragmatika Johna Deweyho. Do Číny se vrátil roku 1917 a začal učit na Pekingské národní univerzitě. Roku 1919 vydal svou nejvýznamnější filozofickou práci Nástin dějin čínské filozofie.
Od roku 1917 plánoval též svou jazykovou reformu, veřejnosti jí představil v časopise La Jeunesse, kde se prezentovali reformisté z Hnutí nové kultury. Podpořil reformu i literárními pokusy, v roce 1920 například vydal básnickou sbírku Kniha experimentů, celou psanou v paj-chua. V roce 1922 nakonec vláda vyhlásila paj-chua za národní jazyk. Ta tak vytlačila klasickou čínštinu, zjednodušila výuku psaní, přiblížila se obyčejným lidem a jejich řeči a stala se hlavním nástrojem boje s negramotností v Číně.
Po roce 1919 se začal více angažovat v politice, byl představitelem nacionalistického (protijaponského) Hnutí čtvrtého května, hlasitě brojil proti marxismu, ale po čase se dostal do sporů i s nacionalisty, jimž jeho pragmatismus a liberalismus také nevyhovoval.
V letech 1938–1942 byl velvyslancem ve Washingtonu. Po roce 1945 byl rektorem Pekingské národní univerzity, avšak po uchopení moci komunisty musel odejít ze země. Žil nejprve v New Yorku, později na Tchaj-wanu, pro nějž začal znovu pracovat jako diplomat, roku 1957 byl jeho zástupcem v OSN. V roce 1958 se postavil do čela tchajwanské akademie věd (Academia Sinica), vedl ji až do své smrti v roce 1962.